# Шавлієва балка
Шавлієва балка — заповідне урочище місцевого значення. Об'єкт розташований на території Олександрівського району Кіровоградської області, поблизу с. Вищі Верещаки.
Площа — 4,5 га, статус отриманий у 1993 році.